# 海軍兵学校 (アメリカ合衆国)
座標: 北緯38度58分59秒 西経76度29分06秒 / 北緯38.983度 西経76.485度

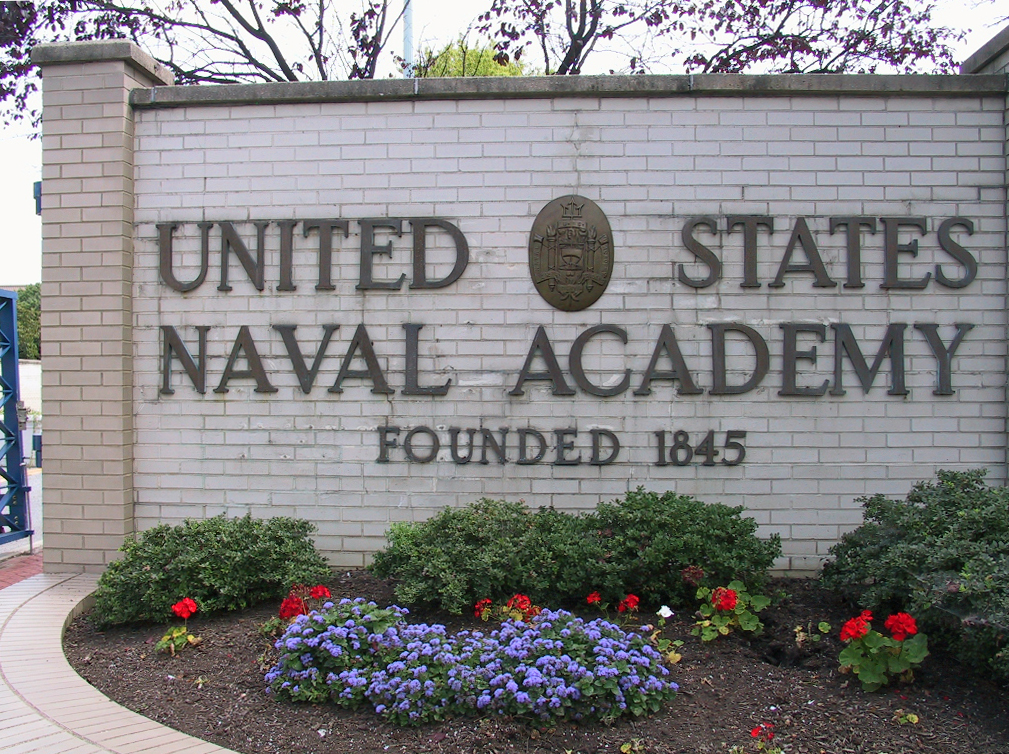
正門

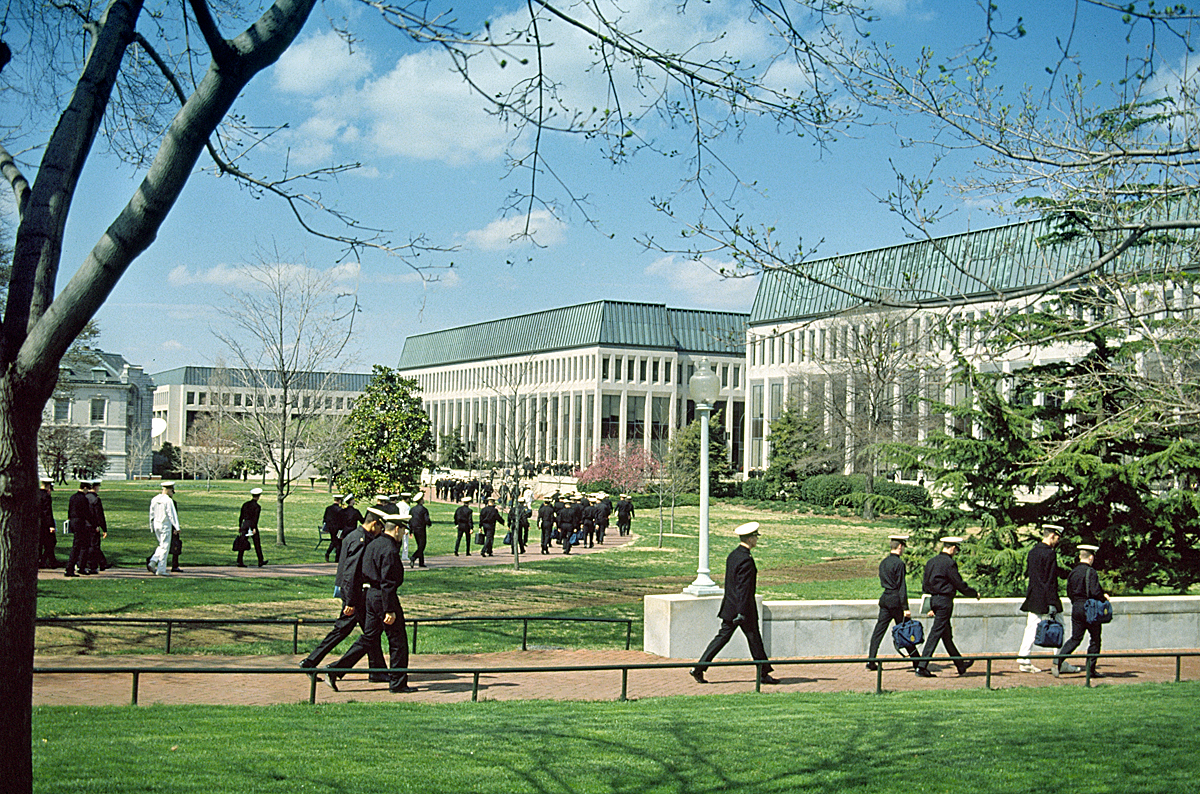
キャンパス

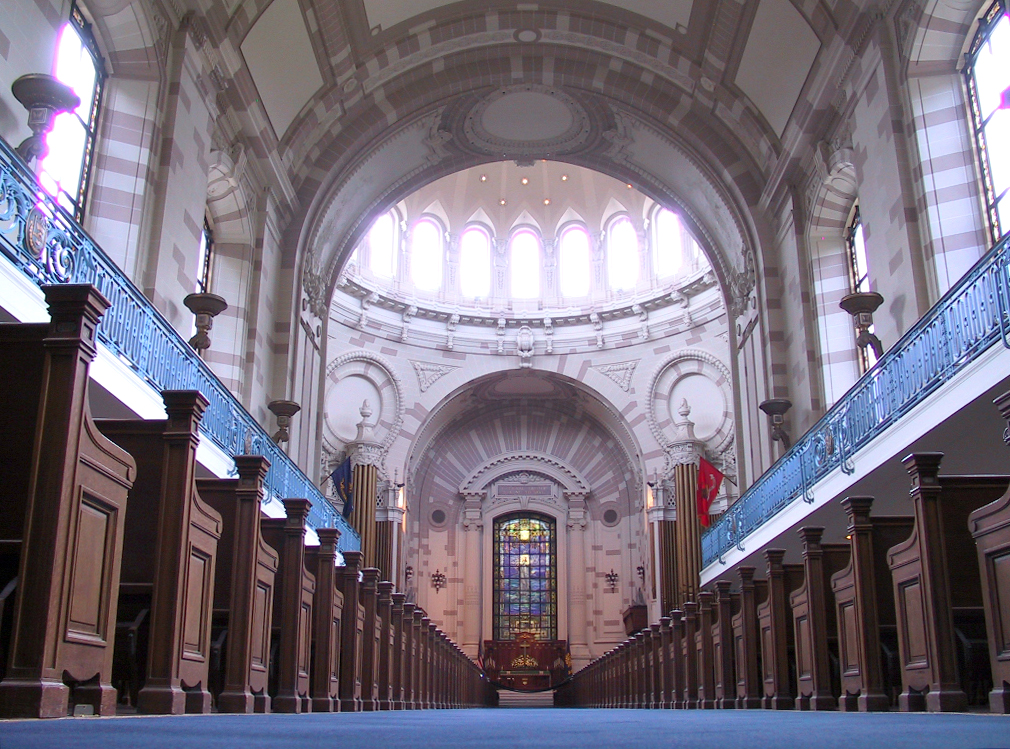
礼拝堂

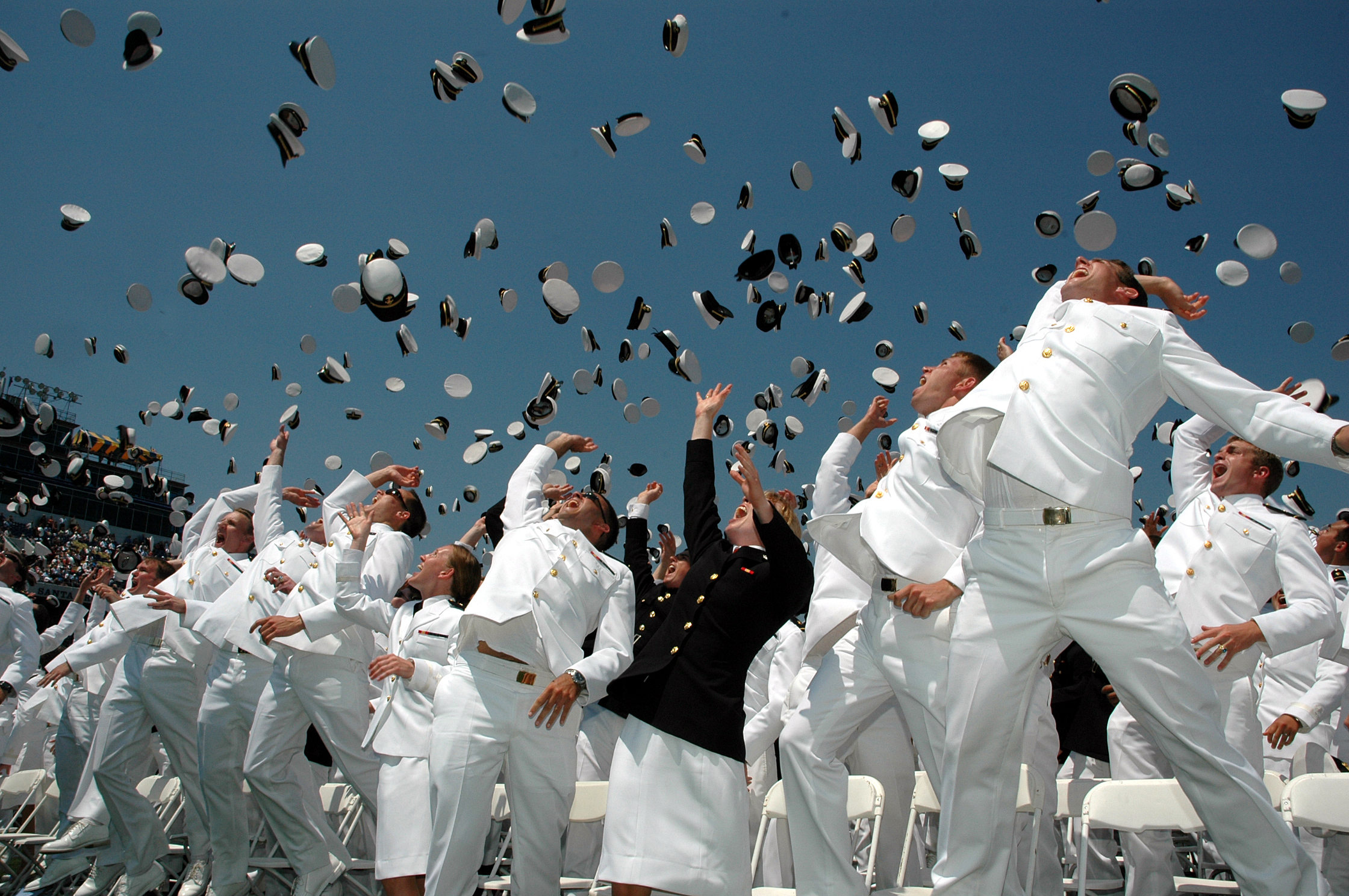
卒業式での伝統である帽子投げ。2007年撮影。

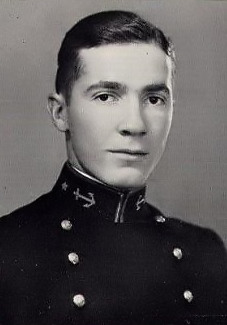
1929年当時の制服（ハインライン）

アメリカ合衆国海軍兵学校（英語: United States Naval Academy、USNA）は、アメリカ海軍及びアメリカ海兵隊の士官学校。アメリカ海軍作戦部長直轄。1845年設立。所在地は、メリーランド州アナポリス。通称：アナポリス（Annapolis）。

## 概要
1845年設立。アナポリスには1850年に移転してきている。海軍兵学校が創設される以前はアメリカ陸軍の駐屯地であった。従来、海軍士官の養成は艦艇乗り組みの洋上勤務を通じて行われており、陸上に学校を設けて士官教育をするようになったのは、世界でも本校が最初である。南北戦争時には、一時ロードアイランド州のニューポートに移転したが、1865年にはアナポリスに戻っている（海軍大学校は今もニューポートに本拠を置く）。
入学可能年齢は17歳から23歳までで、未婚者であること等の条件がある。設立当初は男性のみの学校であったが、1976年以降は女性の入校も認めている。兵学校の生徒（学生）はMidshipman（ミジップマン、士官候補生の意）と呼ばれ、4年間の教育課程を経て卒業すると少尉に任官する。大半はアメリカ海軍または海兵隊で少なくとも5年間勤務するが、陸軍、空軍、沿岸警備隊に入隊することも可能。外国の留学生もおり、彼らは卒業後母国の国軍に入隊する。
海上自衛隊からは、1等海佐と3等海佐が1名ずつ連絡官として派遣されており、教官として勤務している。逆にアメリカ海軍からも大尉または少佐が1名、広島県江田島の海上自衛隊幹部候補生学校に派遣されており、同様に教官として勤務している。

## スポーツ
海軍兵学校のスポーツチームは、ネイビー・ミッドシップメンと呼ばれている。

## 著名な出身者

### 軍人
- フレデリック・アッシュワース - 海軍中将、長崎に原子爆弾を投下した爆撃機B-29ボックスカーの将校搭乗者
- マナート・L・エベール
- リチャード・オカーン
- エリック・オルソン
- アイザック・C・キッド
- アーネスト・キング
- トーマス・C・キンケイド
- ハズバンド・キンメル
- ロバート・クーンツ
- フランク・ケルソー2世
- ジョン・サッチ
- フォレスト・シャーマン
- ジェイ・L・ジョンソン
- ハロルド・スターク
- ジェームズ・ストックデール
- レイモンド・スプルーアンス
- クリフトン・スプレイグ
- エルモ・ズムウォルト・ジュニア
- リッチモンド・K・ターナー
- ジョージ・デューイ
- サミュエル・D・ディーレイ
- ルイス・デンフェルド
- カーライル・トロスト
- チェスター・ニミッツ
- チェスター・W・ニミッツ・ジュニア
- オリバー・ノース
- アーレイ・バーク
- ウィリアム・パイ
- ウィリアム・ハルゼー
- フランク・F・フレッチャー
- フランク・J・フレッチャー
- ウィリス・A・リー
- ピーター・ペース
- トーマス・ヘイワード
- オリバー・ハザード・ペリー
- ウィリアム・シェパード・ベンソン
- ジェームズ・ホロウェイ3世
- デヴィッド・マクドナルド
- チャールズ・B・マクベイ3世
- クラレンス・マクラスキー
- ジョン・S・マケイン・シニア
- ジョン・S・マケイン・ジュニア
- マーク・ミッチャー
- マイケル・マレン
- ヘンリー・T・メイヨー
- ハリー・B・ハリス・ジュニア
- ダドリー・W・モートン
- トーマス・モーラー
- アーサー・W・ラドフォード
- ゲイリー・ラフヘッド
- ウィリアム・リーヒ
- ハイマン・G・リッコーヴァー

### 政治家
- リチャード・アーミテージ - アメリカ合衆国 第13代国務副長官、ジャパンハンドラー
- ジョン・ウィンゲイト・ウィークス
- チャールズ・ネスビット・ウィルソン
- カーティス・ウィルバー
- ジミー・カーター - 第39代アメリカ合衆国大統領
- ジェイムズ・アンドリュー・ケリー
- アンソニー・プリンシピ
- ロス・ペロー
- ジェームズ・ワトキンス
- ジム・ウェッブ

### 宇宙飛行士
- ジェームズ・アーウィン
- ウィリアム・アンダース
- アラン・シェパード
- ウォルター・シラー
- ジム・ラヴェル
- リサ・ノワック

### 学界
- ウィリアム・A・ウィリアムズ - 歴史家
- アラン・ヘール - 天文学者
- アルバート・マイケルソン - 物理学者

### その他
- ジョセフ・ウェーバー - メリーランド大学カレッジパーク校物理学名誉教授
- ロジャー・ストーバック - アメリカンフットボール選手
- フランク・スプレイグ - 発明家
- アルフレッド・セイヤー・マハン - 海洋戦略の古典的理論家、『海上権力史論』の著者
- リチャード・バード - 探検家
- ロバート・A・ハインライン - SF作家
- バックミンスター・フラー - 思想家、デザイナー、発明家
- デビッド・ロビンソン - バスケットボール選手

### 日本人
日本人学生の受け入れは、1868年に日本人6人までの入学を許可する法案が米国議会の下院・上院を通過し、翌1869年より開始した。以下、中途退学者を含む入学者。
- 横井佐平太（横井太平の兄） - 1869年入学、1871年中途退学
- 松村淳蔵 - 1869年入学、1873年卒業
- 華頂宮博経親王 - 1872年入学、同年帰国
- 国友次郎（のち海軍大佐） - 1872年入学
- 有馬幹太郎（有馬新七の子） - 1874年入学
- 南部英麿 - 1874年入学
- 瓜生外吉 - 1877年入学、1881年卒業
- 世良田亮（のち海軍少将） - 1877年入学
- 井上良智 - 1877年入学
- 湯地定監 - 1878年入学
- 仁礼景一（仁礼景範長男） - 1887年入学[1][2]
- 高崎元彦（高崎正風長男） - 1891年入学
- 田村丕顕 - 1896年入学、1900年卒業（日本人7人目の卒業生）
- 北垣旭（北垣国道三男） - 1905年入学
- 松方金次郎（松方正義十一男） - 1906年入学、同年没
- 北川敬三（海上自衛隊幹部学校防衛戦略教育研究部長 1等海佐） - 1993年卒業（日本人8人目の卒業生）[3]